# Vektordesign
Der Begriff Vektordesign bezeichnet in der Gentechnik die gezielte Anpassung eines Vektors (im allgemeinen Sinn) mit molekularbiologischen Methoden zur Vervielfältigung von DNA. So wurde schon 1977 das Plasmid pBR322 aus einem natürlich vorkommenden Plasmid entwickelt. In der Folge wurde dieses und andere Plasmide im Zuge des Vektordesigns verkleinert und mit neuen Antibiotikaresistenzen und Replikationsursprüngen versehen. Der am häufigsten modifizierte Abschnitt umfasst die Klonierungsstelle, häufig ein Bereich in dem viele nur einmal im Plasmid vorkommende (unique) Restriktionsenzym-Erkennungsstellen liegen, der multiplen Klonierungsstelle (mcs, multiple cloning site), auch Polylinker genannt. Sie dient dem gezielten Einbau von DNA Molekülen, mit dem Ziel der Vervielfältigung (Amplifikation) von Fremd-DNA. Zur Erzeugung rekombinanter Proteine, codierender oder nichtcodierender Ribonukleinsäuren und ihrer in vitro oder in vivo Anwendung werden geeignete flankierende Regulationsstellen inseriert.
Dies erfolgt beispielsweise zu transienten Zwecken wie bei Impfstoffen (z. B. transiente virale Vektoren oder DNA-Impfstoffe), der transienten Transfektion oder bei onkolytischen Viren sowie zu permanenten Zwecken wie der Gentherapie oder der Erzeugung von gentechnisch veränderten Organismen.
Der Organismus oder Zelltyp bei der Herstellung ist nicht notwendigerweise auch der Zielorganismus des Vektors (engl. shuttle vector ‚Pendelvektor‘, z. B. Plasmide mit eukaryotischen Expressionskassetten, virale Vektoren zur Verpackung in Zellkulturen). Oftmals werden daher Anpassungen an beide Arten von Wirten vorgenommen.

## Verfahren und Effekte
Zur Steigerung der Genexpression werden auch die DNA-Abschnitte außerhalb der proteincodierenden Sequenz verändert. Die Wahl des Promotors, Enhancers und Terminators kann die Expressionsmenge steigern, sofern sie in der zur Proteinexpression eingesetzten Spezies verwendet werden können. Dabei gibt es deutliche Unterschiede zwischen Säugern, Bakterien und Archaeen. Ebenso richtet sich das Vektordesign nach der Verwendung als Klonierungsvektor oder als Expressionsvektor.
Kernexportsequenzen können bei Eukaryoten die RNA-Konzentration im Zytosol und somit die Expressionsmenge durch das dortige Ribosom erhöhen. Weiterhin kann durch eine Kozak-Sequenz die Erkennung der mRNA am Ribosom verbessert werden. Durch ein Polyadenylierungssignal sowie durch die Vermeidung von AUUUA-Sequenzen am 3'-Ende kann der vorzeitige Abbau der mRNA gemindert werden. Die modulare Eigenschaft des Polylinkers kann durch eine Insertion oder Deletion einer Erkennungssequenz für Restriktionsenzyme modifiziert werden. Gelegentlich werden modular austauschbare Expressionskassetten verwendet, die einen Austausch durch homologe Rekombination oder durch das RMCE-Kassettenaustauschverfahren erlauben. Bei einer Expression mehrerer Proteine können mehrere Vektoren, mehrere Operons in einem Vektor, IRES, Inteine oder 2A-Peptide verwendet werden.
Die Replikation eines Plasmidvektors kann durch Einfügen eines oder mehrerer Replikationsursprünge und eventuell notwendiger Centromere auf mehrere Arten erweitert werden, wodurch bei Plasmiden eine längerfristige Expression erreicht werden kann, z. B. bei Plasmiden in Säugerzellen.
Die Veränderung der Protein-codierenden Sequenz wird meistens parallel zum Vektordesign durchgeführt. Im Zuge eines Proteindesigns können z. B. durch eine Codon-Optimierung der Expressionskassette die Expressionsrate gesteigert oder andere Eigenschaften verändert werden.

## Vektorsicherheit
Eine maßgebliche Anforderung an einen Vektor ist die Sicherheit seiner Anwendung in Lebewesen, die in Bezug auf den Menschen durch die biologische Schutzstufe gekennzeichnet wird. Die Einteilung der Schutzstufe betrachtet die Pathogenität, welche unter anderem durch die Möglichkeit einer Replikation, einer permanenten Veränderung des Genoms (die Insertion begünstigt eine Tumorentstehung), sowie durch die Infektiosität und die Symptomatik bestimmt wird.
Zur Vermeidung einer überschießenden Immunreaktion werden bei bakteriell erzeugten Vektoren herstellungsbedingte Pyrogene untersucht. Ebenso dürfen bei Plasmiden die Antibiotikum-Resistenz-vermittelnden Resistenzgene, welche bei der Herstellung zur Selektion verwendet werden, nicht auf die Mikroorganismen übertragen werden (z. B. Hautflora, Mundflora und Darmflora). Daher werden alternativ Auxotrophien zur Selektion der transgenen Organismen verwendet oder die Resistenzgene nachträglich entfernt.
Bei viralen Vektoren werden einige zur Replikation notwendige Gene per Deletion entfernt, so dass eine Erzeugung nur durch Komplementation in einer Zelllinie erfolgen kann, die diese Gene zuvor erhalten hat. Dies wird als Replikationsdefizienz bezeichnet. Ebenso kann durch eine Veränderung des Rezeptors der Tropismus im Zuge einer Pseudotypisierung eingeschränkt oder geändert werden. Durch die Verwendung Zelltyp-spezifischer Promotoren kann eine lokale Eingrenzung der Genexpression erreicht werden.
Vor der Entwicklung gentechnischer Methoden wurde eine Erhöhung der Sicherheit eines Virus durch Attenuierung erreicht. Diese Lebendimpfstoffe umfassen z. B. die Schluckimpfung gegen Poliomyelitis oder die auf dem Vacciniavirus basierenden Pockenimpfstoffe, MVA und NYVAC.